# JFG Networks
JFG Networks est une entreprise française de logiciels créée en été 2004 en SARL par Frédéric Montagnon, Gilles Moncaubeig et Julien Romanetto. Son siège social est aujourd'hui situé à Toulouse dans la Haute-Garonne, les bureaux se trouvant à Toulouse et l'hébergement des serveurs à Paris.
Sa principale activité est le développement et la gestion de sites web. Elle est notamment derrière OverBlog, l'une des plateformes de blogs en France. JFG Networks compte une équipe d'une dizaine de personnes (essentiellement des profils techniques et une équipe communication/commerciale).
En juillet 2006, TF1 prend possession de 20 % du capital de la société. Peu après, celle-ci devient une SAS. En 2007, TF1 augmente ses parts et passe à 26 %  puis à 35 %.

## Sites publiés par la société
- OverBlog
- Blogs pour adultes